# Euphrasia townsonii
Euphrasia townsonii là loài thực vật có hoa thuộc họ Cỏ chổi. Loài này được Petrie mô tả khoa học đầu tiên năm 1911.